# Revues de géopolitique
Liste de revues traitant de géopolitique.

## Revues francophones
- Cahiers d'études stratégiques, fondateur Alain Joxe, président du CIRPES (Centre Interdisciplinaire de Recherches sur la Paix et d’Études Stratégiques).
- Carto, revue bimestrielle publiée par Areion Group
- Conflits, revue bimestrielle publiée par Anteios depuis 2014 et dirigée depuis 2019 par Jean-Baptiste Noé[1]
- Défense et sécurité internationale (DSI), revue publiée par Areion Group
- Diplomatie, revue bimestrielle publiée par Areion Group
- Enjeux, revue de la fondation Paul Ango Ela, Cameroun
- Enjeux Méditerranée, revue publiée par Areion Group
- Études géopolitiques, publiée par l'Observatoire d'études géopolitiques
- Géopolitique, revue publiée par l'Institut international de géopolitique et éditée par les PUF puis par les éditions Technip.
- Géostratégie magazine, revue publiée et distribuée en kiosque par Lafont presse, et dirigée par Tom Benoit (depuis le 8 février 2023)[2],[3].
- Géostratégiques, revue d'études géostratégiques et de relations internationales à caractère généraliste publiée par l'Institut international d'études stratégiques
- Hérodote, revue éditée par l'Institut Français de Géopolitique.
- La Lettre Diplomatique, revue des relations internationales et diplomatiques.
- La Diplomatie
- Le Spectacle du Monde, revue traitant de géopolitique publiée en format papier trimestriellement. Elle dispose également d'un format numérique.
- Le Grand Continent, revue éditée par le Groupe d'études géopolitiques
- Le débat stratégique, fondateur Alain Joxe.
- Le Monde diplomatique.
- Les Cahiers de l'Orient, revue d'étude et de réflexion sur le monde arabo-musulman (jusqu'en 2019).
- Maghreb-Machrek, revue internationale consacrée au monde arabe
- Lecontemporain.net est une revue d'étude des relations internationales créée en 2022, disponible depuis 2023 en version magazine.
- Monde chinois, revue consacrée à l'analyse des évolutions économiques, stratégiques, politiques et culturelles de l'ensemble formé par la République populaire de Chine, Taïwan, Hong Kong et Singapour
- Moyen-Orient, revue publiée par Areion Group
- La Nouvelle revue géopolitique, revue française trimestrielle sur les grands enjeux géopolitiques et géostratégiques mondiaux. Chaque numéro est articulé autour d'un dossier faisant la part belle à une grande thématique.
- Nordiques, revue française sur l'étude des politiques et des stratégies des États de l'Europe du Nord et de la Baltique.
- Orients stratégiques, revue française, rédacteur en chef David Rigoulet-Roze, publiée par L'Harmattan, sur l'étude des politiques et des stratégies des Etats du Proche et Moyen-Orient.
- Outre Terre, revue européenne de géopolitique, dirigée par le Professeur émérite Michel Korinman. Publiée chez Ghazipur depuis fin 2018.
- Politique américaine, revue consacrée à l'analyse des enjeux intérieurs et de la politique étrangère des États-Unis.
- Politique étrangère, plus ancienne revue française consacrée à l'analyse des relations internationales.
- Problèmes d'Amérique latine, revue sur les évolutions politiques, économiques et culturelles contemporaines de l'Amérique latine.
- Questions internationales, revue de la Documentation française sur les grands enjeux du monde contemporain.
- Relations internationales, revue franco-suisse sur l'histoire des relations internationales des 19e et 20e siècles.
- Revue d'histoire diplomatique (Société d'histoire générale et d'histoire diplomatique)
- Revue internationale et stratégique[4], publiée par l'Institut de relations internationales et stratégiques
- SPACE International, revue trimestrielle publiée par Areion Group
- Sécurité globale
- TerraBellum, est une revue traitant de géopolitique et de sujets de défense sur internet, elle est disponible en version magazine depuis 2022.

## Revues anglophones
- Current History
- Foreign Policy
- Foreign Affairs
- The Middle East
- The American Interest
- The Diplomat
- Cambridge Review of International Affairs
- Harvard Asia Pacific Review
- Middle East Policy
- Middle East Quarterly
- Yale Journal of International Affairs

## Revues en italien
- Eurasia, rivista di studi geopolitici
- LiMes (revue)